# Sint Hubertusmolen

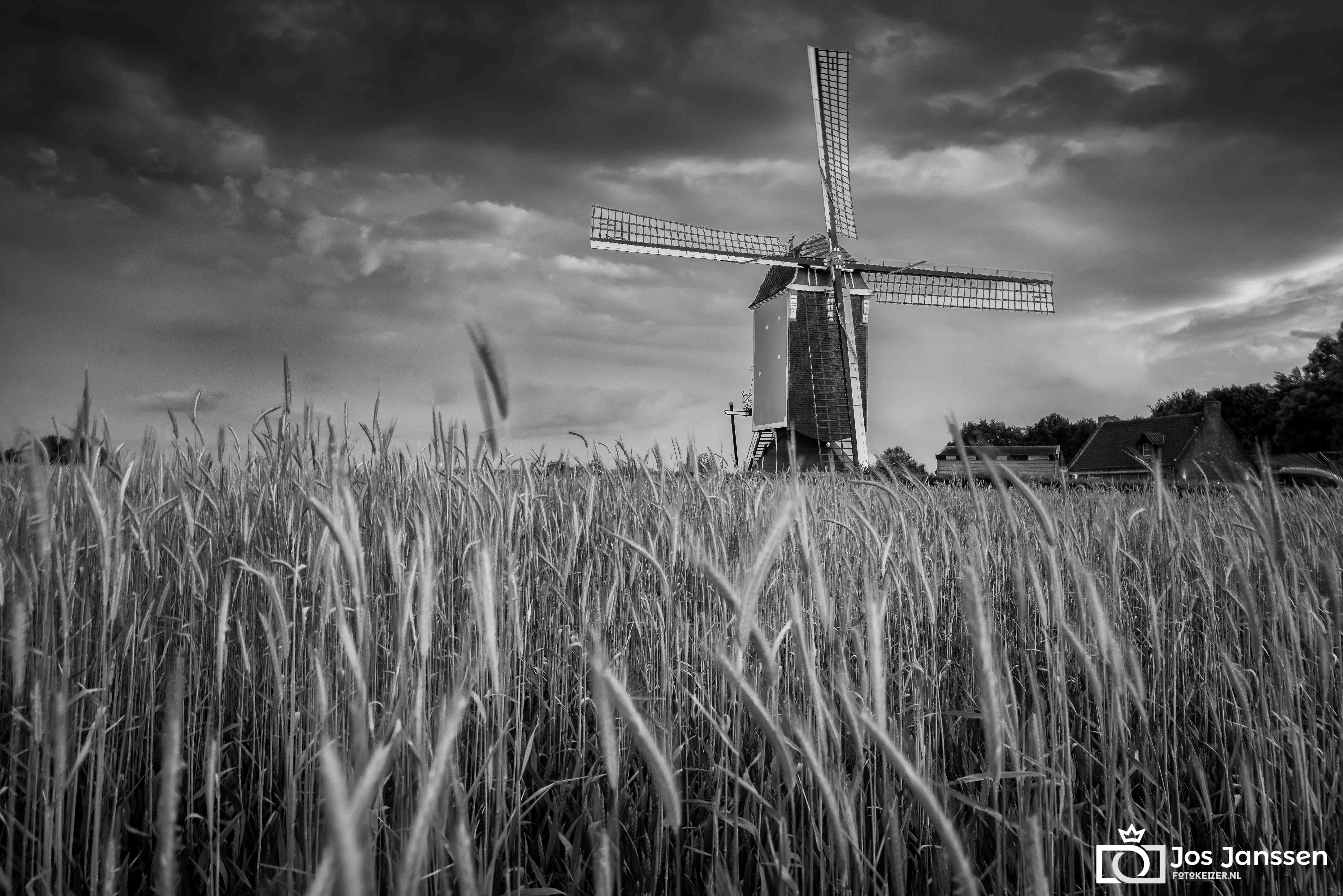

De Sint Hubertusmolen is een halfgesloten standerdmolen in het Limburgse Klein Genhout (Beek). De molen is in 1801 gebouwd als gesloten standerdmolen en is tot eind jaren veertig in bedrijf geweest. In 1943 kreeg de molen de huidige naam. In 1970 is de Sint Hubertusmolen voor 1 gulden verkocht aan de gemeente Beek, die hem heeft laten restaureren, waarbij de voet halfgesloten werd en de grond rondom de molen werd opgehoogd, waardoor de teerlingen dieper in de grond kwamen te liggen. De kast is okergeel geverfd.
Er zijn twee maalkoppels, maar alleen met de voormolen wordt gemalen. Dit maalkoppel heeft 17der (150 cm doorsnede) blauwe maalstenen. De ballastlaag van de loper van de achtermolen is van de maallaag losgekomen. Dit maalkoppel heeft 17der kunststenen. Voor het openleggen van het maalkoppel is een steenkraan aanwezig.
De windwijzer stelt Sint Hubertus te paard voor. De kap en het stormbint zijn met eikenhouten schaliën bedekt. De trap heeft twee parallelle bomen.
Het gevlucht is Oudhollands opgehekt en 25,20 m lang. De gelaste roeden zijn in 1970 gemaakt door de firma Derckcx. De buitenroede heeft nummer 44 en de binnenroede nummer 45. Van 1943 tot 1971 heeft de molen Van Busselneuzen gehad.
De molen heeft bij de steenbalk spoorstijlen. Onder de lange burriebalken zitten slekken. Het smeergat voor de stormpen zit aan de voorkant van de steenbalk.

## Overbrengingen
- De overbrengingsverhouding is 1 : 5,31 en 1: 4,87.
- Het bovenwiel heeft voor de voormolen 73 kammen en voor de achtermolen 69 kammen. De steek, de afstand tussen de staven, is ... cm.
- Het steenrondsel van de voormolen heeft 15 staven. Het steenrondsel van de achtermolen heeft 13 staven. De steek is .. cm.
- Het sterwiel of varkenswiel van het kammenluiwerk heeft 21 kammen.

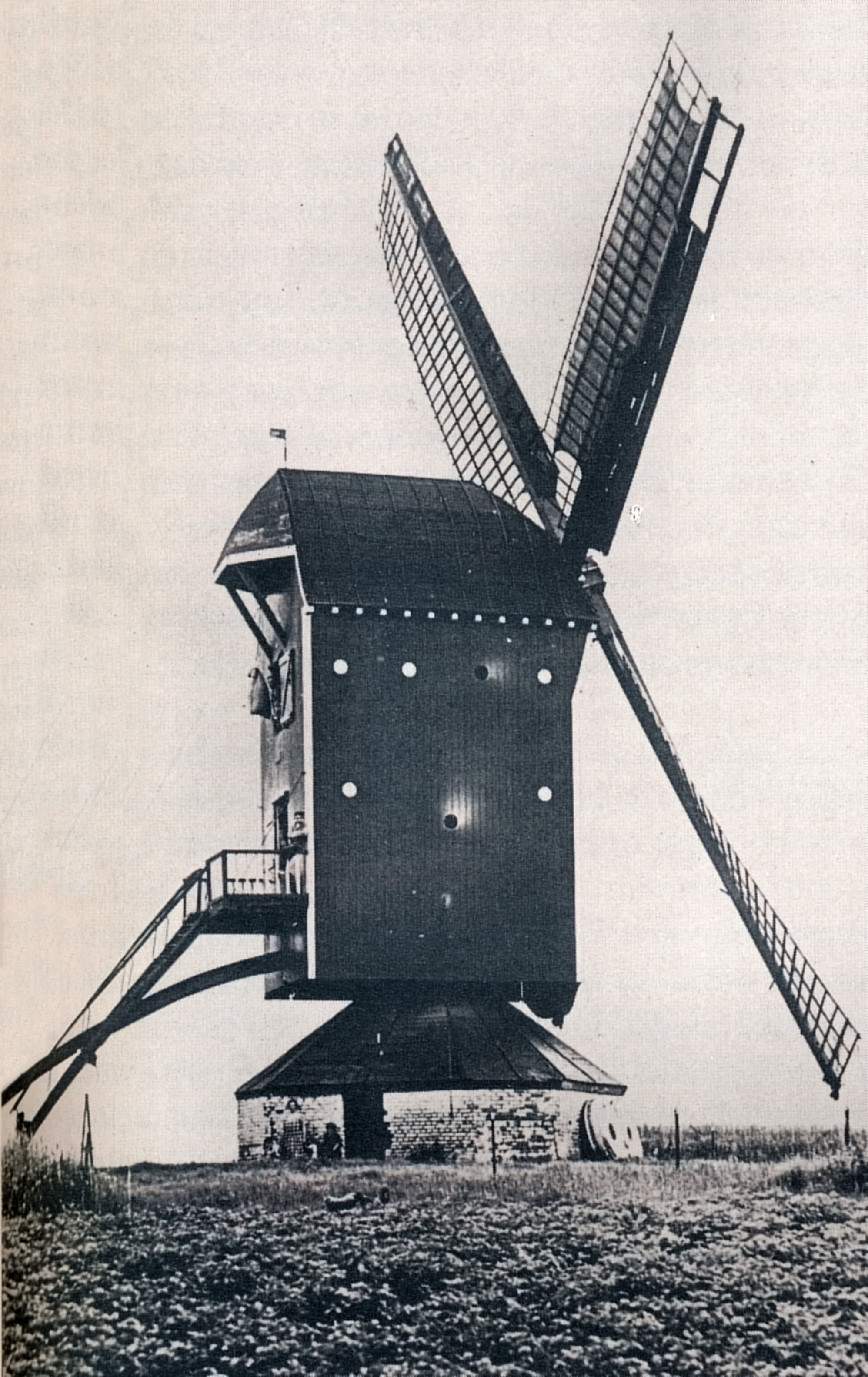
In de jaren twintig van de twintigste eeuw
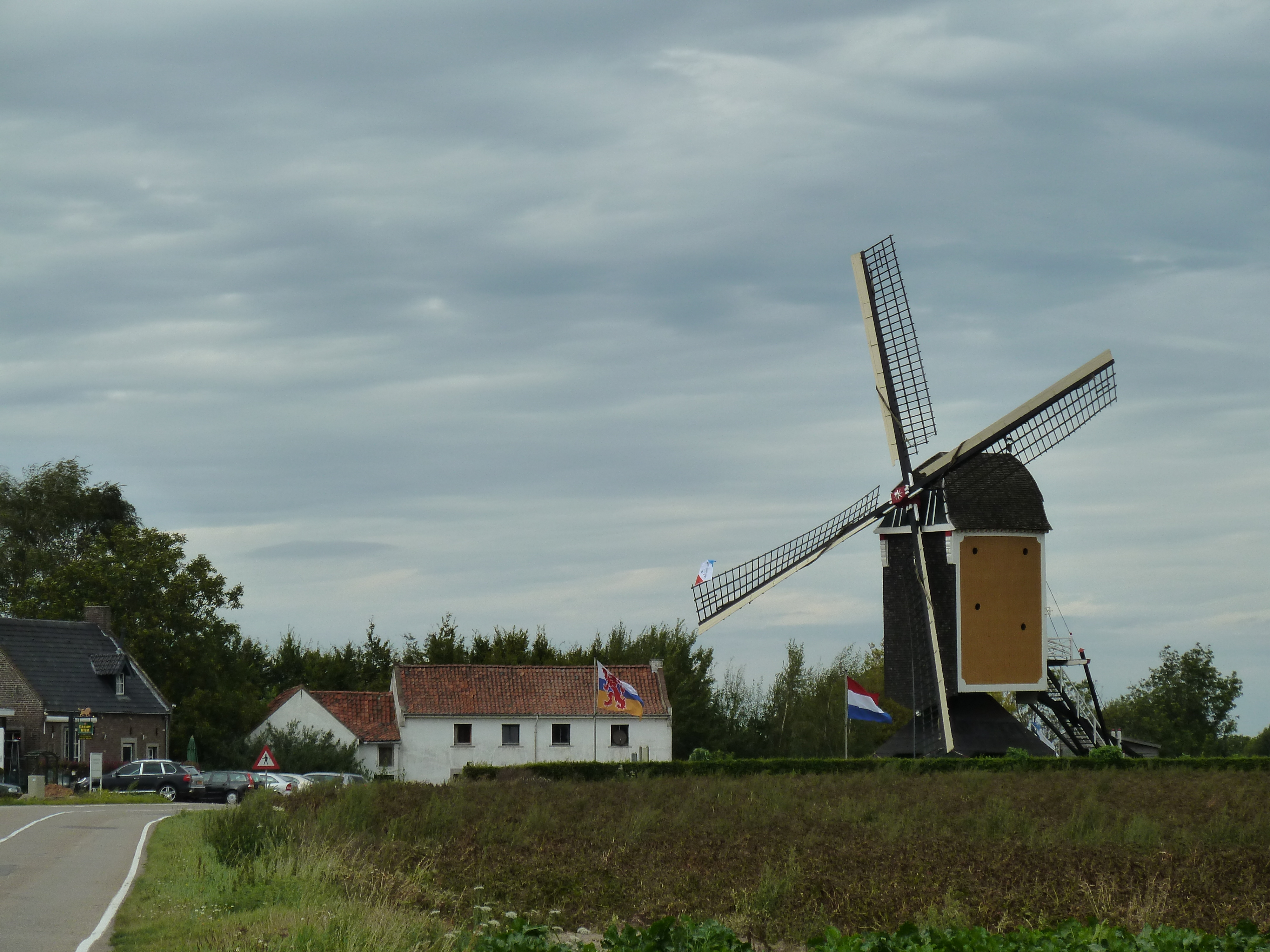
Tijdens Open Monumentendag 2011
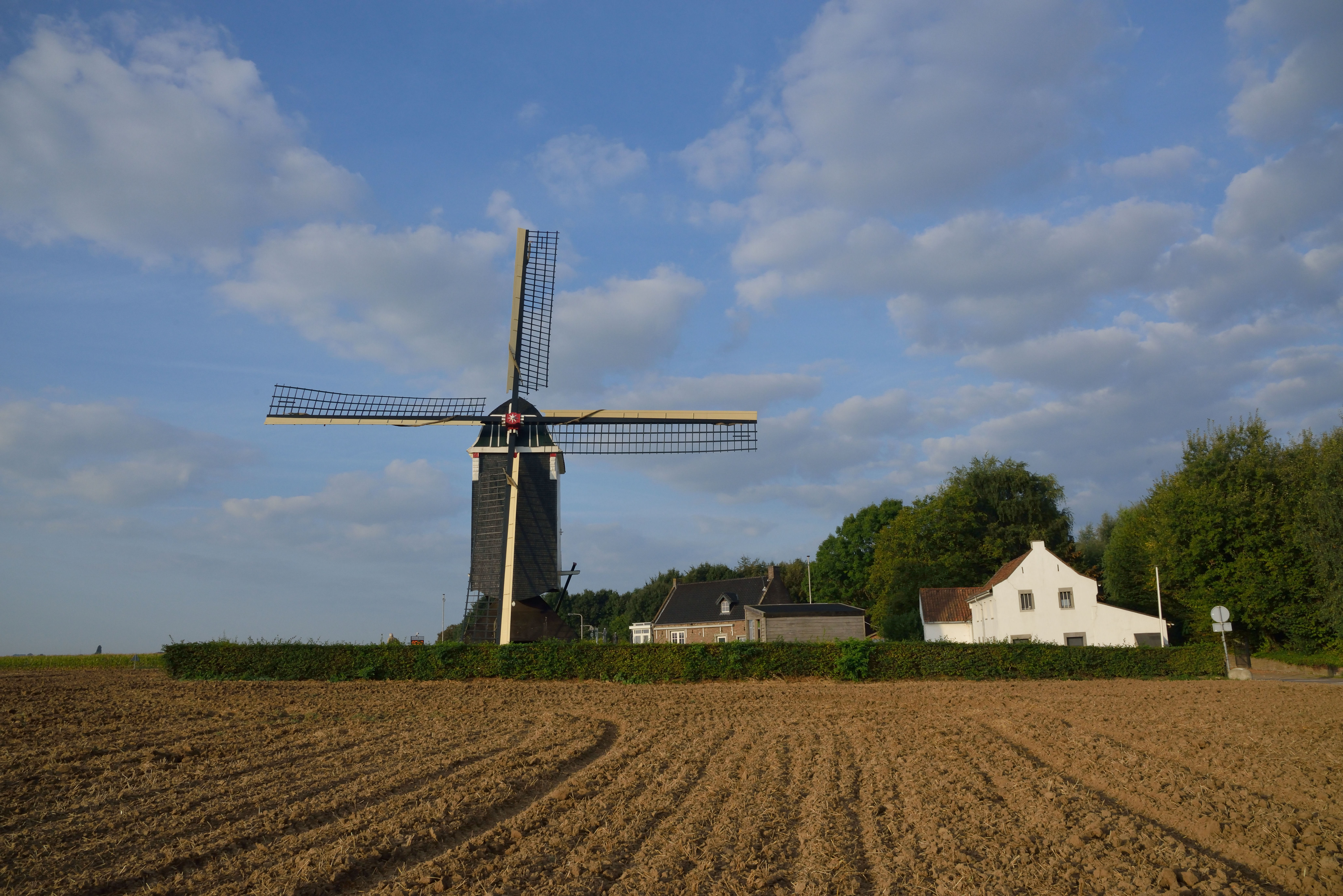
September 2016
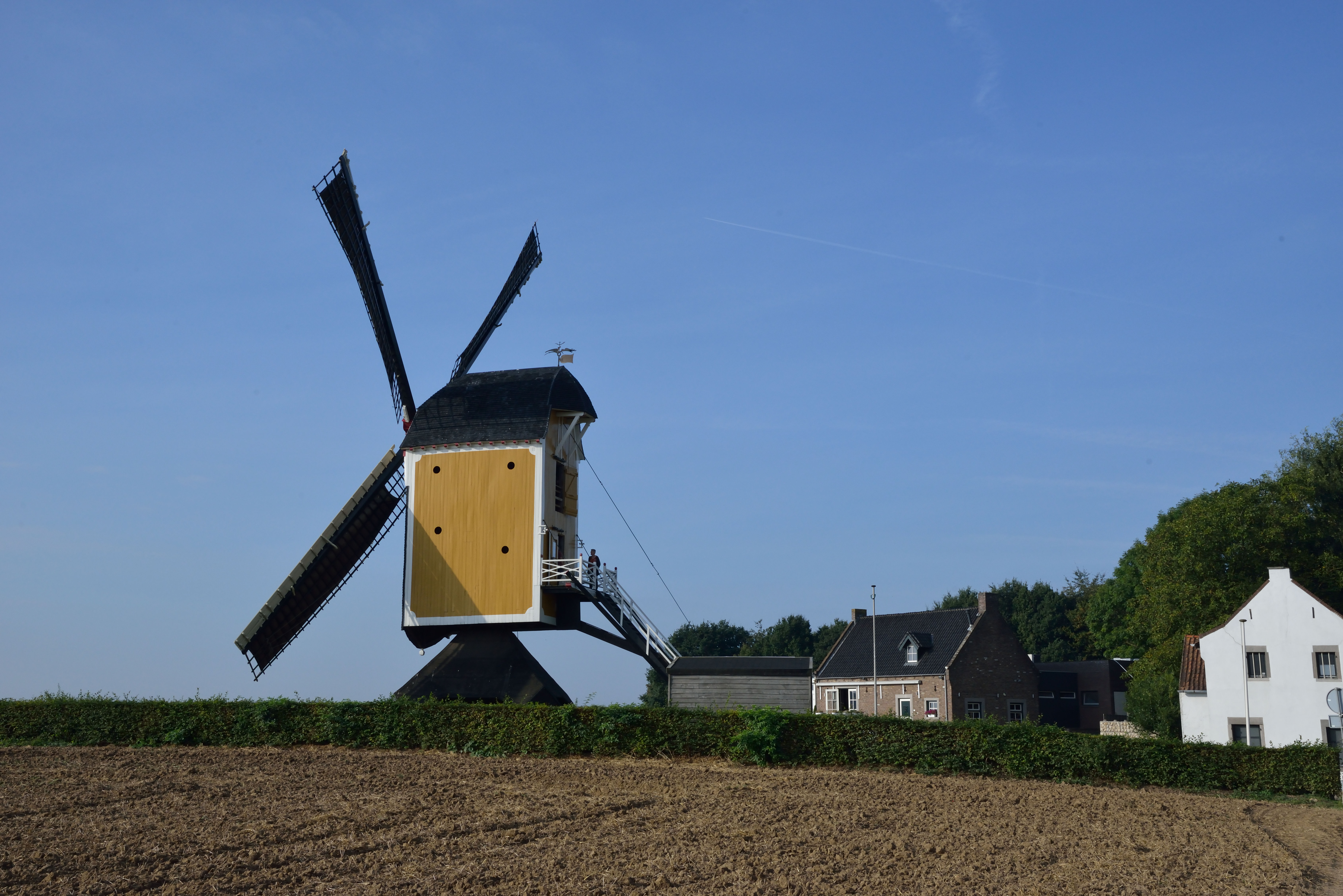
September 2016
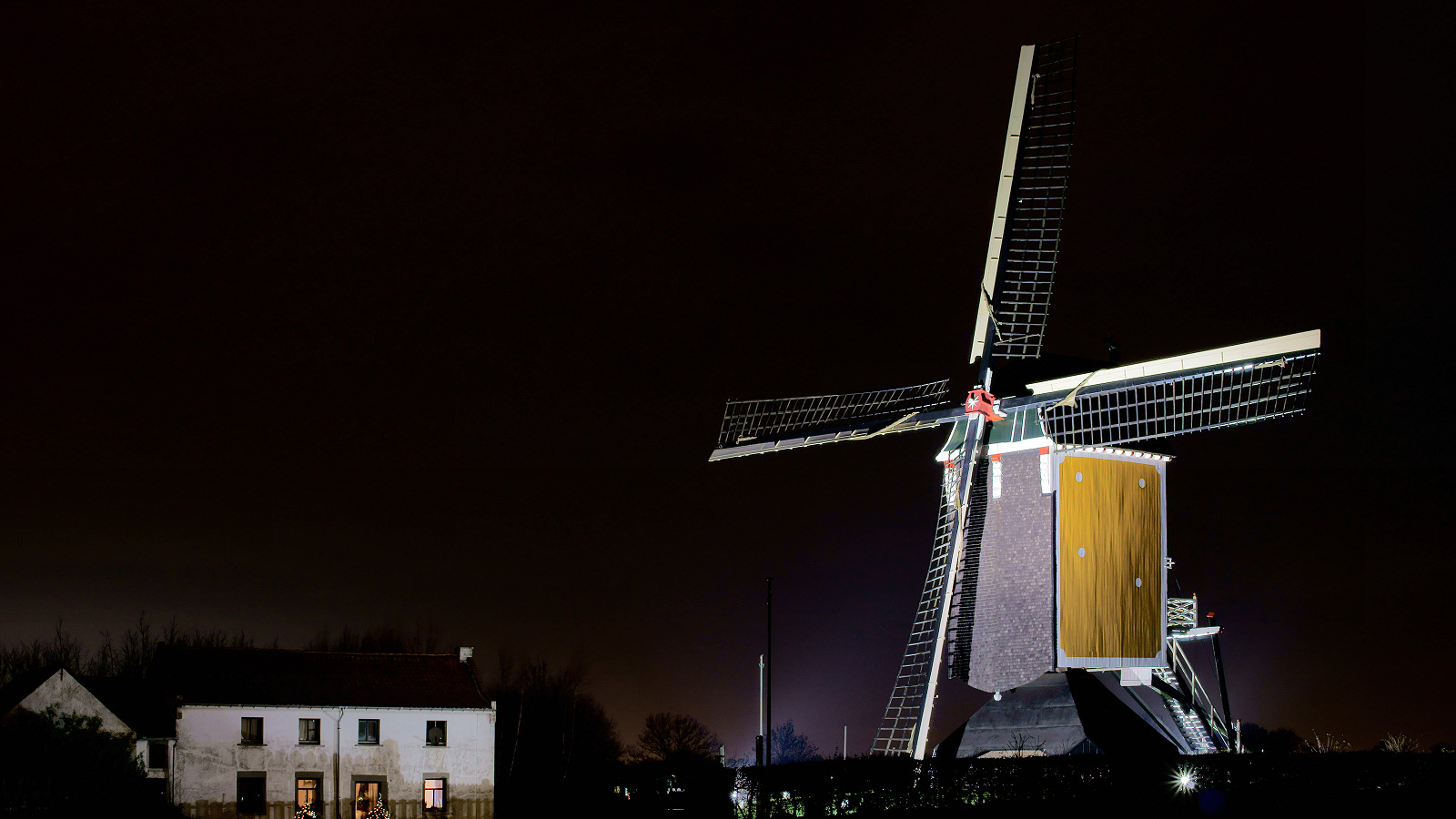
's Avonds verlichte molen
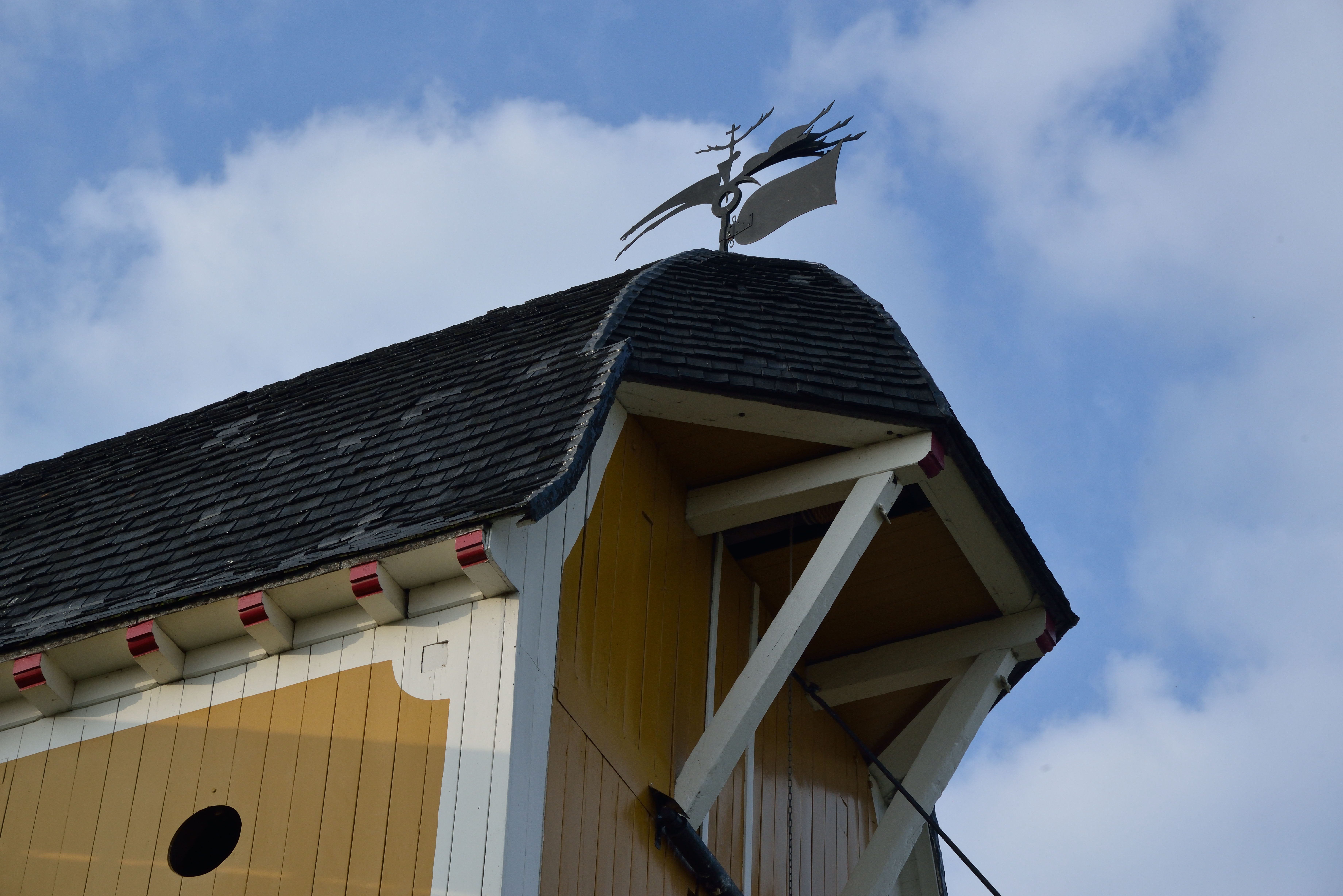
Windwijzer
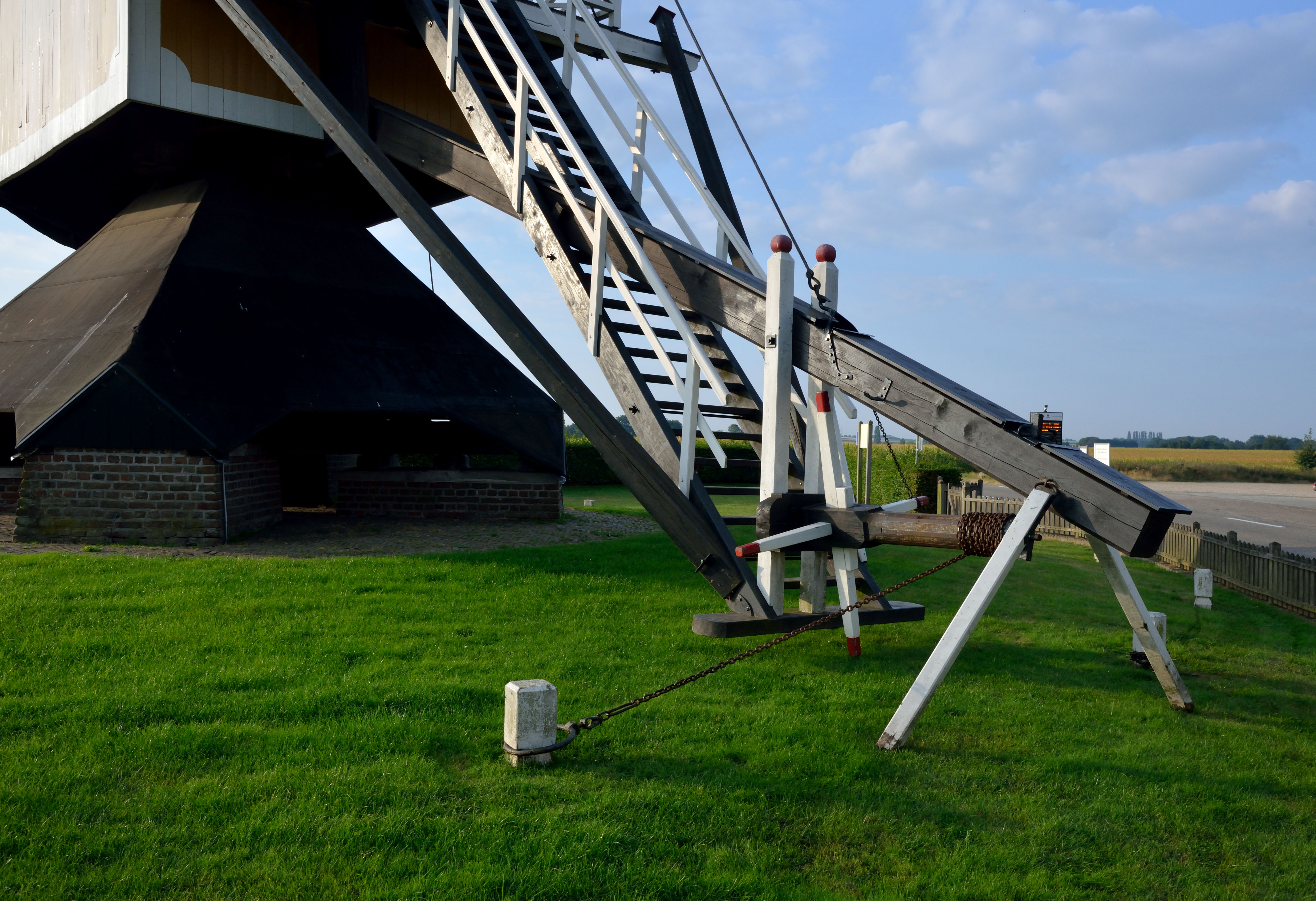
Staart met kruihaspel en loopschoren
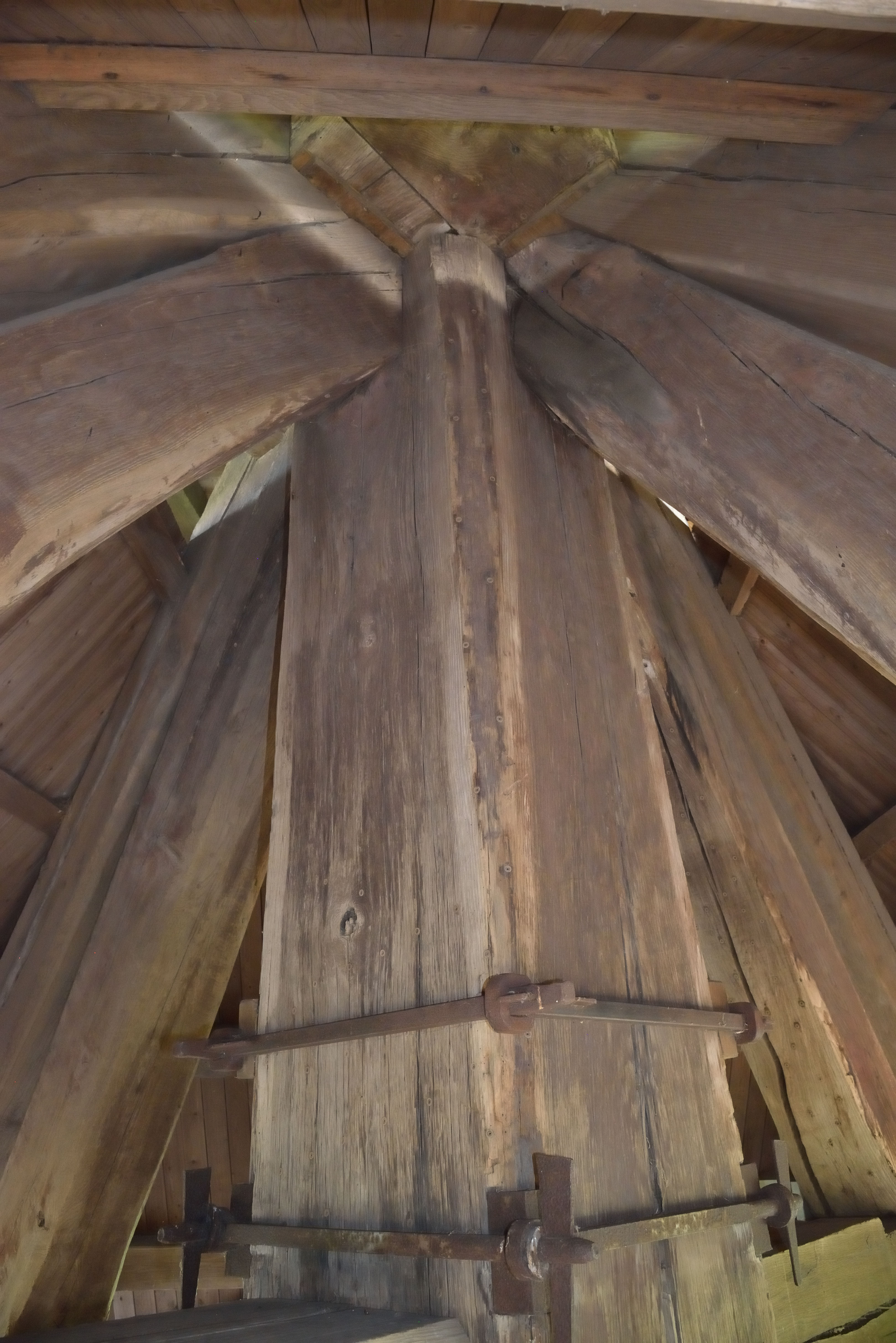
Standerd
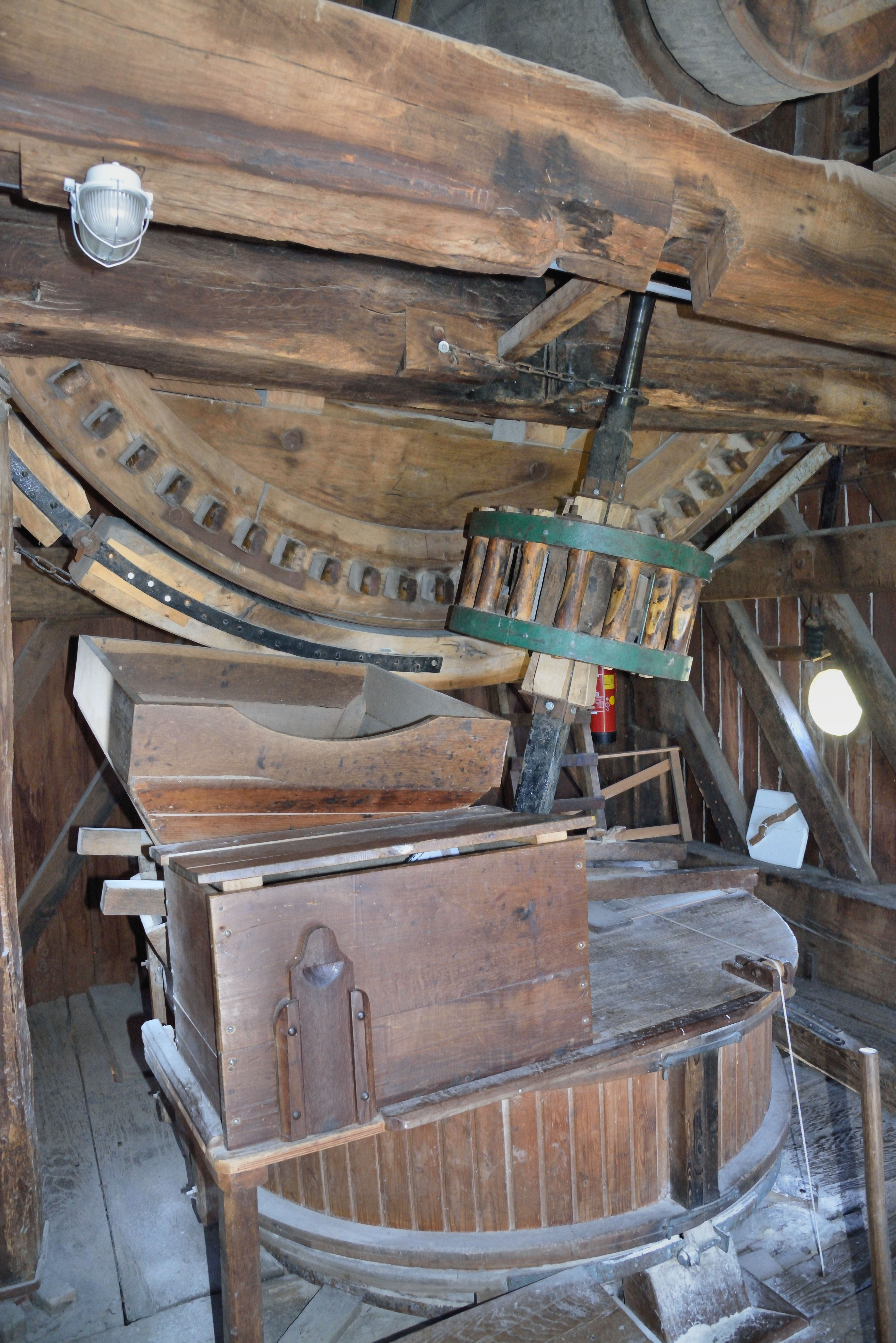
Voormolen
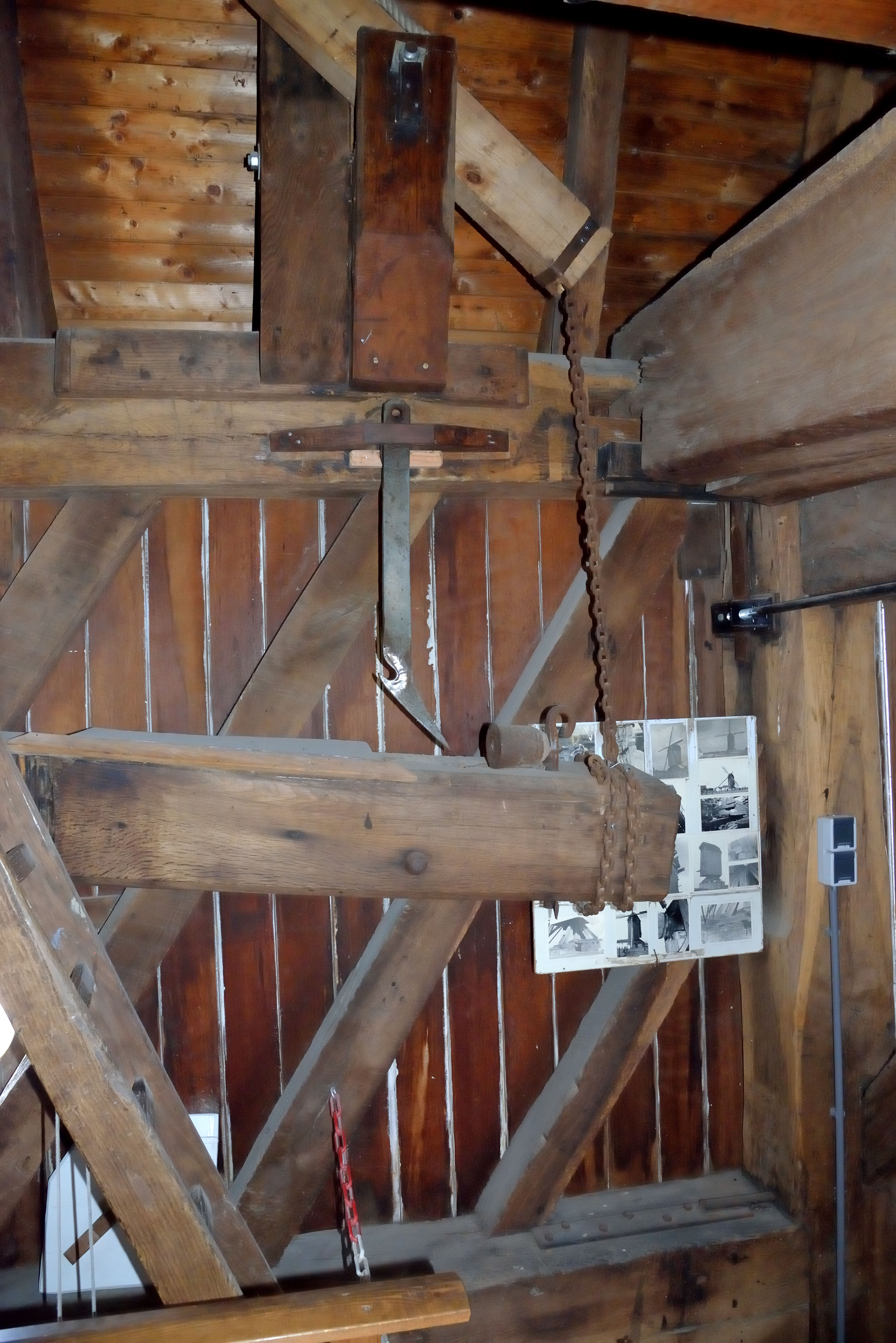
Binnenvangstok
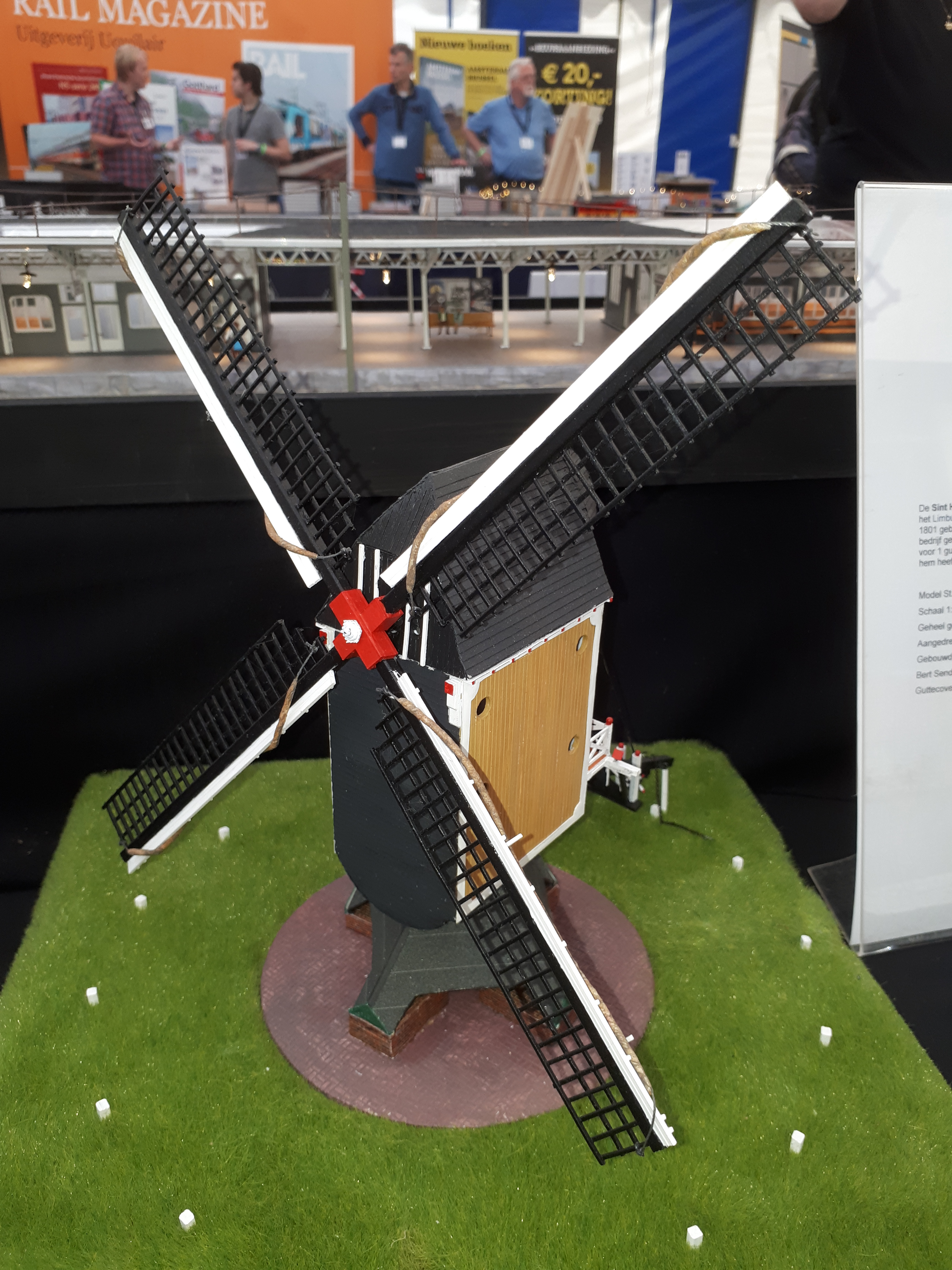
Een maquette van de molen (2017)